# Ubisoft Bordeaux
Ubisoft Bordeaux is een Frans computerspelontwikkelaar gevestigd in Bordeaux. Het bedrijf werd half september 2017 opgericht als zevende ontwikkelstudio van Ubisoft in Frankrijk.

## Ontwikkelde spellen
| Release | Titel                  | Platform |
| ------- | ---------------------- | -------- |
| N.n.b.  | Beyond Good and Evil 2 | N.n.b.   |